# Лукшторауб, Донат Антонович
Донат Антонович Лукшторауб (псевдоним Донат Донатов, 2 февраля 1914— 27 апреля 1995) — советский латвийский оперный певец (тенор).

## Биография
Родился в Петербурге в 1914 году.
После Октябрьской революции его семья, спасаясь от большевиков, эмигрировала в Ригу, где он начал обучаться пению. Педагогом Доната по вокалу был Владимир Шетохин-Альварес, ученик Франческо Ламперти. В Риге Донатов дебютировал в Рижской частной передвижной опере.
В 1937 году певец отправился в Италию, где прослушивался у Беньямино Джильи и занимался с Аурелиано Пертиле. 7 марта 1939 года Донат дебютировал в Италии на сцене венецианского театра Ла Фениче в опере «Трубадур». Среди других ролей Донатова на этой сцене — Альфред в «Травиате», где его партнёршей была Тоти даль Монте.
Начинавшаяся Вторая мировая война помешала дальнейшей итальянской карьере певца, и он вернулся в Ригу. Находился в оккупации, затем был направлен на работу в Германию, где стал петь в немецких театрах. Перед освобождением Латвии Донатов вернулся на родину и участвовал в партизанском движении.
После окончания войны продолжил свою певческую карьеру в Советском Союзе. В 1949—1951 годах выступал в Одессе. Гастролировал по городам СССР — Ереван, Баку, Тбилиси, Саратов, Новосибирск и другие. В конце 1950-х годов вернулся в родной город и несколько сезонов выступал в ленинградском Малом театре оперы и балета. Преподавал вокал в Санкт-Петербургской консерватории, среди его учеников — Григорий Мартыненко. Записывался на грампластинки.
Умер в Санкт-Петербурге 27 апреля 1995 года. 
Похоронен на Серафимовском кладбище Санкт-Петербурга.